# Graniger femoralis
Graniger femoralis é uma espécie de insetos coleópteros pertencente à família Carabidae.
A autoridade científica da espécie é Coquerel, tendo sido descrita no ano de 1858.
Trata-se de uma espécie presente no território português.